# چاکرا چشم سوم

آجنا ماندالا

چاکرا چشم سوم با نام اصلی آجنا ( به زبان سانسکریت: आज्ञा    ، IAST : Ājñā ، IPA: [aːɟɲaː]  ) طبق سنت هندو ششمین چاکرا از هفت چاکرا اصلی بدن است. ظاهراً بخشی از مغز است که می تواند از طریق مدیتیشن ، یوگا و سایر اعمال معنوی قدرتمندتر شود مانند یک ماهیچه در بدن که با تمرین فیزیکی تقویت و قدرتمندتر خواهد شد. در سنت هندو ، ضمیر ناخودآگاه ، ارتباط مستقیم با برهمن را نشان می دهد. در حالی که دو چشم فرد دنیای فیزیکی را مشاهده می کند ، اعتقاد بر این است که چشم سوم بینش هایی را درباره آینده نشان می دهد. گفته می شود چاکرای چشم سوم ، مردم را به شهود خود متصل می کند ، به آنها توانایی برقراری ارتباط با جهان را می دهد ، یا به آنها کمک می کند تا پیام هایی از گذشته و آینده دریافت کنند.

## محل قرار گیری
چاکرای آجنا در مرکز پیشانی بین ابروها قرار دارد. این بخشی فیزیکی از بدن نیست بلکه بخشی از سیستم پرانیک محسوب می شود. این محل از نظر هندو ها مقدس است که برای ایجاد احترام به آن ، از یک بیندی استفاده می کنند. محل چاکرای آجنا با غده کاجی مغز مطابقت دارد .

## نماد ظاهری
نماد آجنا یک گل نیلوفر شفاف با دو برگ سفید است به نمایندگی از نادی (کانال های روانی) ایدا و پینگالا ، که به مرکز نادی سوشومنا و قبل از طلوع چاکرا تاج سر است  . حرف "ژامبون" (हं) بر روی گلبرگ سمت چپ به رنگ سفید نوشته شده است و نمایانگر شیوا است ، در حالی که حرف "کشام" (क्षं) به رنگ سفید روی گلبرگ سمت راست نوشته شده و نمایانگر شاکتی است.
در داخل پوسته از گل هاکینی شاکتی است. با یک ماه سفید ، شش صورت و شش بازوی که دارای یک کتاب ، جمجمه ، طبل و تسبیح است ، به تصویر کشیده شده است ، در حالی که حرکات مربوط به اعطای مزایا و برطرف کردن ترس ها را انجام می دهد. مثلث رو به پایین که بالای آن قرار دارد حاوی یک لنگام سفید است. این مثلث به همراه گل نیلوفر آبی می تواند نمایانگر خرد باشد. در بعضی از سیستم ها ، خدای ارداناریشوارا ، هرمافرودیت شکل شیوا-شاکتی ، در داخل لنگام ساکن شده و نمادی از دوگانگی موضوع و مقصود است. چاکرای ششم انرژی بدن ما همچنین با لایه ششم هاله ما مرتبط است که در علم هاله به لایه آسمانی معروف است.
آجنا به عنوان "اقتدار" یا "فرمان" (یا "درک") ترجمه می شود و چشم شهود و عقل به حساب می آید. عضو مرتبط با آن مغز است. وقتی چیزی در چشم ذهن یا در خواب مشاهده می شود ، توسط آجنا دیده می شود. این پل ارتباطی است که معلمان را با شاگردان پیوند می دهد و در عین حال امکان برقراری ارتباط ذهن بین دو نفر را فراهم می کند. ظاهراً مراقبه آجنا به فرد قدرتهای غیبی اعطا می کند تا سریعاً به خواست خود وارد بدن دیگری شوند و به این شکل به علم بدون محدودیت دست یابد. آنهایی که به این قدرت دست میابند با برهمن یکی می شوند ، که توانایی ایجاد ، حفظ و نابودی سه جهان را دارد.
همانطور که هندوها معتقدند انرژی معنوی ناشی از محیط از طریق چاکرای آجنا وارد بدن آنها می شود ، آنها بسیار مراقب هستند تا با نیروهای معنوی مثبت و نیرو های محافظ از آن محافظت کنند. علائم مختلف مذهبی بر پیشانی هندوها، برای مثال بیندی ، عطایای روحانی برای خدایان مورد احترام هندو است.
به طور مستقیم در بالا آجنا یک چاکرای جزئی به نام ماناس وجود دارد. این چاکرا وظیفه ارسال ادراکات حساس به چاکراهای بالاتر را بر عهده دارد. ماناس شش گلبرگ دارد ، یکی برای هر یک از پنج حواس و دیگری برای خواب است. این گلبرگ ها معمولاً سفید هستند اما هنگام فعال شدن حواص رنگ آنها را به خود میگیرند و در هنگام خواب سیاه می شوند.

## تمرینات
تمرینات برای چاکرا آجنا عبارتند از :
- عمل تنفس برای شفاف سازی و حل مشکلات
- تمرین شمع
- تمرین مالشی پیشانی
- تراتاکا - غلظت روی یک نقطه یا شعله شمع
- آسناس ، پرانایاماس ، مدراس که به طور خاص روی چاکرا آجنا کار می کنند
- شامبهیوای مودرا (مودرا لرد شیوا)
- بهراماری پرانایاما
- اتمی چینتانا و مانانا

همچنین مراقبه های ویژه ای در مورد Medgyā Chakra وجود دارد.

## نامهای دیگر
- در تانترا : آجیتا پترا ، آجنا-پورا ، آجنا-پوری ، آجنامهوجا ، آجناپنکاجا ، بهرو-مدهیا ، بهرو-مدهیا-چرارا ، بهرو-مدهیاگا-پادما ، بهرو مندالا، بهرو-مولا، بروا سروروها، دوایدالا، دویدالا -کامالا ، دویدامبوجا ، دویپاترا ، جننا-پادما ، نترا-پادما ، نترا-پاترا ، شیوا-پادما ، و تری ونی-کامالا.
- در وداها : بیناوا-استهانا ، بررو چاکرا ، برویوگامادهیابیلا و دویدالا.
- در پوراناها : دویدالا ، و تریسنا.

## همچنین ببینید
- کندالینی
- غده کاجی
- چشم جفت
- چشم سوم

## کتاب
- باز کردن چشم سوم ترجمه یاسین قاسمی بجد انتشارات پل
- فعال سازی چشم سوم ترجمه یاسین قاسمی بجد انتشارات پل
- 7 تکنیک برای باز کردن چشم سوم ترجمه یاسین قاسمی بجد انتشارات پل